# Кошмар на улице Вязов
«Кошмар на улице Вязов» (англ. A Nightmare on Elm Street) — американский слэшер 1984 года, снятый режиссёром Уэсом Крэйвеном по собственному сценарию, первый фильм одноимённой франшизы. В главных ролях снялись Хезер Лэнгенкэмп, Ник Корри, Аманда Уайсс, Рони Блейкли и Джон Сэксон, а также Джонни Депп, дебютировавший в кино. Роль маньяка-убийцы Фредди Крюгера исполнил Роберт Инглунд. Сюжет рассказывает о группе подростков, которых мучают ночные кошмары — в них зловещий мужчина в полосатом свитере, с лезвиями на пальцах преследует их и пытается убить. Ребятам кажется невероятным то, что им снится один и тот же человек, но вскоре выясняется, что их родители скрывают страшный секрет.
Бюджет картины составил 1,8 миллиона долларов и окупился в первые же выходные. Общие сборы в США превысили $25 миллионов. В 1985 году фильм получил приз критики на кинофестивале в Авориазе. Картина получила положительные отзывы критиков и стала классикой жанра, оказав знаковое влияние на фильмы ужасов. У фильма есть 7 кинопродолжений, телевизионный сериал, одноимённый ремейк 2010 года; было выпущено большое количество сопроводительной продукции — комиксы, книги, компьютерные игры, игрушки и пр.
Картина продолжает исследовать темы, поднятые такими низкобюджетными фильмами ужасов 1970-х и 1980-х годов, как например, «Хэллоуин» режиссёра Джона Карпентера 1978 года. Одна из ключевых тем — сексуальная развязность подростков, которая в итоге приводит к их смерти, отсюда проистекает название жанра «слэшер». Критики и историки кино отмечают способность отделить реальность от снов, показывая жизнь подростков. Критики также оценили умение создателей картины «стирать границы между выдуманным и реальным», манипулируя восприятием зрителей.

## Сюжет

Крюгер наблюдает за спящей Нэнси.

Тине Грей (Аманда Уайсс) всё время снится один и тот же кошмарный сон, в котором она ходит по пустынной котельной, а затем некий человек (Роберт Инглунд) с обожжённым лицом, в грязном полосатом свитере, с перчаткой на правой руке, снабжённой лезвиями на пальцах, пытается её убить. Она рассказывает об этом своей подруге Нэнси (Хезер Лэнгенкэмп), и выясняется, что ту преследует тот же кошмарный сон.
Вскоре Нэнси, её парень Глен Ланц (Джонни Депп) и парень Тины Род Лейн (Хсу Гарсия) решают переночевать у Тины в доме, потому что её мать уехала, а девушка из-за своих снов боится теперь спать одна. Этой ночью Тине снится сон, что человек с обожжённым лицом нападает на неё на заднем дворе её дома. Однако порезы, которые он наносит лезвиями перчатки, проявляются на спящей Тине в реальности, и она погибает. Род, который лежал рядом с ней, лишь видел, как на теле Тины сами собой появляются кровавые раны.
Подозрение в убийстве падает на Рода, и его арестовывают. Между тем Нэнси после этой ночи решает всё-таки пойти в школу (хотя её мать против этого), но на одном из уроков она засыпает и во сне оказывается в котельной, где появляется тот жуткий человек, преследующий девушку. Нэнси удаётся проснуться, приложив руку к раскалённой трубе — боль от ожога оказывается настолько реальной, что она просыпается. Отпросившись из школы, она по дороге домой замечает на руке след от ожога.
Нэнси решает поговорить с Родом, находящимся в полицейском участке, и выясняет, что юноша видел тот же сон, что и она с Тиной, а также узнаёт про порезы, появлявшиеся на теле Тины. Позже, лёжа дома в ванне, она снова засыпает, и сначала из пены к ней тянется рука в перчатке с лезвиями, а затем у ванны внезапно исчезает дно, и Нэнси едва не тонет. Поздно вечером Глен, который живёт в доме напротив, пробирается к ней в спальню, и Нэнси просит его последить за ней, пока она будет спать. Во сне она направляется к Роду и видит, как таинственный незнакомец заходит в камеру к спящему юноше, а затем этот незнакомец опять нападает на Нэнси, но ей вновь удаётся проснуться, так как срабатывает будильник. Проснувшись, она и Глен тут же направляются в полицейский участок, но пока Нэнси пытается добиться, чтобы её пустили к Роду, вокруг шеи спящего в изоляторе Рода затягивается удавкой простыня и душит его. При этом всё выглядит так, словно Род повесился самостоятельно.
После похорон Рода и Тины мать Нэнси Мардж (Рони Блэкли) решает отвезти свою дочь в клинику по исследованию нарушений сна, где Нэнси искусственно вводят в состояние сна. Однако во время сеанса она подвергается очередному приступу ночного кошмара и, когда её будят, обнаруживает на своей руке четыре кровавых пореза, одна из её прядей волос седеет, а в руках Нэнси — шляпа того самого человека. Нэнси говорит, что «сорвала её с его головы во время борьбы». На подкладке шляпы обнаруживается метка: «Фред Крюгер». Она пытается выведать у Мардж, кто это такой, но та отказывается говорить, сообщая лишь, что человек, который преследует Нэнси во снах, не может быть Крюгером, потому что он мёртв. Взбешённая неверием матери, Нэнси уходит из дома на встречу с Гленом, который во время прогулки рассказывает ей об особой методике контроля сна — когда становится совсем страшно, то нужно убедить себя, что происходящее вокруг — лишь сон, попытаться трансформировать свой сон в осознанный.
Когда Нэнси возвращается домой, то видит на окнах решётки, установленные по желанию её матери. Мардж отводит Нэнси в подвал, где из бездействующей печи отопления достаёт свёрток с перчаткой с лезвиями и рассказывает, что Фред Крюгер был кровавым детоубийцей. Своих жертв он заманивал в старую котельную, где работал сторожем, и убивал. Крюгера арестовали 13 лет назад, но из-за бюрократической ошибки отпустили за недостатком улик. Тогда обозлённые родители убитых детей, среди которых были родители Нэнси и её друзей заперли Крюгера в котельной и сожгли заживо. Перчатку Мардж прихватила с собой в качестве трофея. Нэнси понимает, что дух Крюгера теперь мстит через сны детям тех родителей, которые его убили. Не спавшая более пяти суток Нэнси решает вытащить Крюгера из сна, как сделала это со шляпой: во сне она вцепится в него, а Глен, который будет дежурить рядом, разбудит её, и тогда она утянет Крюгера за собой в реальность, обезвредит и передаст полиции. Однако в намеченный час Нэнси не может выйти из дома, чтобы сходить за Гленом, так как пьяная Мардж не даёт ей ключ от двери. Нэнси звонит Глену с просьбой прийти к ней в полночь, но он засыпает в своём доме раньше времени, и Крюгер жестоко убивает его.
Находясь на пределе, Нэнси звонит своему отцу Дональду (Джон Сэксон), находящемуся в разводе с Мардж, рассказывает ему про Крюгера и просит в указанный ей момент ворваться к ним в дом. Хотя отец не особо верит словам дочери, он просит своего помощника присмотреть за её домом и сообщить, если произойдёт что-то странное. Тем временем Нэнси готовится к встрече со своим ночным кошмаром и везде в доме расставляет ловушки. Ей удаётся схватить в своём сне Крюгера и проснуться по сигналу будильника, вытащив Фреда из сна в реальный мир. Нэнси заманивает его в ловушки, а затем ей на помощь прибегает её отец. Они с Нэнси видят, как Крюгер, схватив пьяную Мардж, проваливается с ней сквозь кровать и исчезает. Ошеломлённый отец Нэнси выходит из комнаты. В это время Крюгер вылезает из кровати, но Нэнси говорит, что он — всего лишь сон, и Фредди исчезает.
Наступает солнечный день, Нэнси стоит на пороге своего дома вместе с матерью. За ней приехал Глен вместе с Тиной и Родом. Но когда Нэнси садится в машину, то оказывается в ловушке: окна машины закрываются сами собой и она увозит всех четверых друзей неизвестно куда под хохот Крюгера. В то же время Мардж никак на это не реагирует, а лишь улыбается. Потом рука Крюгера разбивает изнутри окошко во входной двери и затаскивает мать Нэнси внутрь.

## В ролях
| Актёр            | Роль                      |
| ---------------- | ------------------------- |
| Хезер Лэнгенкэмп | Нэнси Томпсон             |
| Джон Сэксон      | лейтенант Дональд Томпсон |
| Роберт Инглунд   | Фредди Крюгер             |
| Джонни Депп      | Глен Ланц                 |
| Рони Блэкли      | Мардж Томпсон             |
| Аманда Уайсс     | Тина Грей                 |
| Ник Корри        | Род Лейн                  |

## Разработка проекта

### Концепция и образ Крюгера
Идея фильма впервые пришла в голову Уэсу Крэйвену в 1978 году, когда он сидел в ресторане. Накануне он прочитал в газете Los Angeles Times несколько статей, рассказывающих о массовом явлении, наблюдавшемся в США среди беженцев из стран Южной Азии: мужчины в возрасте от 19 до 57 лет были до того напуганы войной и геноцидом в Лаосе (Гражданская война 1960-73 годов), Камбодже (Гражданская война 67-75 годов и Геноцид 75-79 годов) и Вьетнаме (Война 55-75 годов), что им снились очень страшные сны, из-за которых они отказывались засыпать. Вскоре после этого некоторые из них умерли во сне. Медицинские авторитеты назвали это явление азиатским синдромом смерти. Вторым вдохновением для сюжета стала песня «Dream Weaver» (англ. Ткач снов) певца Гари Райта — также композиция оказала влияние на саундтрек фильма. Также Крэйвен черпал вдохновение в восточных религиях. Тогда-то Крэйвен и взялся за написание сценария. Хотя в реальности причиной гибели людей стали сердечные приступы на фоне общего истощения организма, в сценарии их кошмары объяснялись тем, что некий мужчина очень страшного вида преследовал их во снах и пытался убить.
Образ Фредди Крюгера был во многом создан на основе детских воспоминаний Крэйвена. Недолго думая над именем маньяка, Крэйвен дал ему имя человека, который терроризировал его в младших классах. Прототипом (по крайней мере, характера злодея) стал некий бездомный мужчина, пугавший Крэйвена в детстве. Изначально Крюгер задумывался, как типичный молчаливый убийца вроде Майкла Майерса или Джейсона Вурхиза. С самого начала Крэйвен писал сценарий с идеей, что Крюгер не только маньяк-убийца, но и педофил. Однако в то время в Калифорнии разразился скандал с настоящим педофилом, и боссы студии решили, что не стоит бередить раны жертв и их родственников напоминанием об этой трагедии. Вспоминая о выборе названия картины, Крэйвен сразу упоминает смерть Джона Кеннеди, убитого 22 ноября 1963 года в городе Даллас, штат Техас, на улице Вязов. В одной из ранних версий сценария Фредди носил плащ (эта деталь была добавлена в «Новом кошмаре»). Позже появилась идея с полосатым свитером, который в сценарии был красно-жёлтым. В одном из выпусков журнала «Scientific America» 1982 года Крэйвен прочитал, что самое сложное для восприятия человеческим глазом сочетание — красный и зелёный. С самого начала Крэйвен хотел дать Крюгеру уникальное оружие, но которое бы смотрелось, как самодельное — простое и дешёвое. Вновь Крэйвэн обратился к научным работам — самый распространённый страх во многих древних культурах — смерть от когтей дикого животного. Режиссёр вспомнил, как его кот выпустил когти, и идея для фильма появилась сама собой — перчатка с лезвиями на пальцах — хотя на ранних этапах, вместо лезвий на ней были рыболовные крючки. В первый раз, когда Инглунд надел перчатку, он порезался лезвием. Искры получили путём подключения перчатки к автомобильному аккумулятору, а скрипящий звук издавал нож, которым проводили по дну металлического стула. Эту же перчатку использовали на съёмках «Мести Фредди».

### Затронутые темы
Нападения Фредди на подростков и его поведение интерпретируются как болезненный период взросления главных персонажей. В лице Нэнси зрители видят типичного подростка, испытывающего отсутствие понимания в отношениях со своими родителями. Вопросы сексуальности представлены символизмом Фрейда, изображены как угроза и нечто неизведанное (например сцена убийства Тины, появление перчатки с лезвиями между ног Нэнси в ванной). В ранней версии сценария, Фредди Крюгер был не только убийцей, но и растлителем малолетних. Уэс Крэйвен отмечает, что «грехи отцов довлеют над детьми». По словам Роберта Инглунда, «все взрослые в фильмах серии травмированы — они алкоголики, сидят на лекарствах, их вечно нет рядом». Рони Блэкли говорит, что «родители чуть ли не становятся злодеями в этом фильме». Хезер Лэнгенкэмп называет Нэнси «сильным женским персонажем», но «это фильм не столько о феминизме, сколько о силе молодости».

### Поиск студии и бюджет
Уэс Крэйвен начал работу над сценарием в 1981 году после окончания съёмок «Болотной твари». Крэйвен предлагал идею фильма нескольким студиям, но получал отказы по разным причинам. Первым интерес проявила «Walt Disney Productions», но руководство потребовало смягчения материала, чтобы ориентироваться на детскую и подростковую аудиторию — тогда отказался сам Уэс Крэйвен. Также желание поработать над проектом высказала «Paramount Pictures», однако в итоге отказалась, так как концепция была похожа на сюжет фильма «Бегство от сна» 1984 года; отказалась и студия Universal Pictures. Отказ студий Крэйвен воспринимал близко к сердцу из-за своей непростой личной и финансовой ситуации — позже он повесил все письма в рамку на стене своего кабинета. В одном таком письме от 14 декабря 1982 года говорилось: «Мы изучили Ваш сценарий под названием „Кошмар на улице Вязов“. К сожалению, пока мы не сочли его достаточно интересным, чтобы начать производство. Но мы готовы рассмотреть такую возможность с законченной версией. Просим оставаться на связи».
В итоге за съёмки картины взялась маленькая независимая студия New Line Cinema, которая до этого занималась только дистрибуцией фильмов. Во время съёмок компания оказалась на грани банкротства: New Line Cinema нашла двух инвесторов в Англии — они вложили 40 % и 30 % необходимых для производства денежных средств; 10 % внёс один из продюсеров «Техасской резни бензопилой», а оставшиеся 20 % бюджета — вложила компания-дистрибьютор Media Home Entertainment. Но за 4 неделю до начала съёмок один из инвесторов отказался от проекта, и его долю дополнительно внесла Media Home Entertainment. Свою лепту в создание фильма внесли компании Heron Communications и Smart Egg Pictures. По словам Боб Шея, все инвесторы, которые должны были работать над фильмом, до начала съёмок — отказались от участия в тот или иной момент. Запланированный бюджет картины в 700 тысяч долларов превысил 1,1 миллиона долларов: «Часть средств пришла от какого-то парня из Югославии, который продвигал свою девушку в кино». New Line не имела возможность платить актёрам и съёмочной группе на протяжении двух недель. Как бы то ни было, никто не покинул проект — а кассовый успех первого фильма франшизы помог картине стать одним из гигантов Голливуда, компанию даже называют «Домом, который построил Фредди».

## Кастинг

### Фредди
На ранних этапах обсуждался вариант, что Фредди сыграет каскадёр или неизвестный актёр, когда изначальный образ маньяка был больше похож на молчаливых Джейсона Вурхиза и Майкла Майерса. Основным претендентом на роль Фредди Крюгера был актёр Дэвид Уорнер. Уже были проведены пробы грима, когда выяснилось, что график съёмок не позволяет Уорнеру взяться за роль. На начальной стадии поиск замены шёл с трудом. «Я не мог найти актёра на роль Фредди Крюгера, который источал опасность», вспоминает Крэйвен. «Все смотрелись слишком спокойными и полными сочувствия рядом с детьми. Затем на пробы пришёл Роберт Инглунд. Он был не таким высоким, как я хотел, и у него было такое детское выражение лица, но меня поразило его желание проникнуть в тёмные глубины собственного сознания. Роберт понял Фредди». Чтобы преобразиться для прослушивания, актёр подвёл веки табачным пеплом и зачесал волосы назад. «Я выглядел странно. Я сидел напротив Уэса и слушал его. Он был высоким, выпускником колледжа, образованным. Я принимал всякие позы, подражая Класу Кински — вот как проходили пробы». Инглунд согласился на роль, так как это был единственный на тот момент проект, который вписывался в его график в перерыве съёмок сериалов «V».

### Нэнси
По словам Крэйвена, на роль Нэнси Томпсон он искал актрису «неголливудской внешности», и Хезер Лэнгенкэмп идеально соответствовала этим критериями. На тот момент за плечами Лэнгенкэмп были появление в рекламе и телевизионных фильмах; актриса взяла перерыв в учёбе в Стенфордском университете, посвятив себя актёрской карьере — она получила роль, обойдя более 200 актрис, среди которых, по слухам были Деми Мур, Дженнифер Грей, Трейси Голд и Кортни Кокс. Последнюю Крэйвен через несколько лет снял в своей знаменитой квадрологии «Крик». Однако в поздних интервью Анетт Бенсон рассказала, что Мур и Кокс никогда не были связаны с проектом, а Грей и Голд, возможно, проходили пробы.
На тот момент Бенсон уже была знакома с Хезер — актриса проходила пробы для фильмов «Ночь кометы» и «Последний звёздный боец», но в обоих случаях роли получила Кэтрин Мэри Стюарт. Впоследствии Лэнгенкэмп снялась ещё в двух частях франшизы — «Кошмар на улице Вязов 3: Воины сна» и «Кошмар на улице Вязов 7: Новый кошмар». Пробы всех актрис на две роли — Тины и Нэнси — всегда были совместными, чтобы найти дуэт с «идеальной экранной химией». Аманда Уисс читала роль Нэнси с другой девушкой, после чего её позвали на пробы на роль Тины. Увидев Хезер и Аманду вместе, Крэйвен сразу же понял, что это то, что он искал; когда были утверждены исполнительницы ролей центрального женского дуэта — актрис пригласил на кастинг мужских ролей для совместной читки сценария.

### Глен
Джонни Депп дебютировал в кино в роли Глена, одноклассника и возлюбленного Нэнси. Депп пришёл на пробы за компанию со своим другом — актёром Джеком Эрлом Хэйли, который сыграет Фредди Крюгера в ремейке 2010 года. Доверившись своей интуиции, режиссёр Уэс Крэйвен рискнул доверить одну из главных ролей парню, не имеющему никакого актёрского опыта, и был удивлён тем, насколько свободно тот держался перед камерой. По словам Деппа, изначально роль была написана для «большого качка-блондина, игрока в футбол», и он не подходил по своей внешности. Немаловажную роль в решении утвердить Деппа на роль сыграла дочь Крэйвена, которой режиссёр показал фото актёров, претендующих на роль.
Позже Депп появился в эпизоде фильма «Фредди мёртв. Последний кошмар»; кадры из фильма с ним использованы во вступительной части «Фредди против Джейсона». Крэйвен думал пригласить актёра в «Новый кошмар», но Депп к тому времени уже был звездой, и режиссёр решил, что он откажет.
По словам директора по подбору актёров Анетт Бенсон, Чарли Шин мог сыграть Глена, но студия не могла оплатить гонорар, который запросил его агент. Сам Шин позже вспоминал эту историю:
Дело было не столько в деньгах — я стал жадным позже. Гораздо позже. Я не смог понять историю — никогда в жизни я так не ошибался относительно сценария… Я не до конца понял задумку, но всё равно встретился с Уэсом. Я сказал ему: "Со всем уважением, я — поклонник вашего творчества, но я не думаю, что история про парня — в странной шляпе, сгоревшим лицом, в полосатом свитере и странными пальцами — может «взлететь».
Также на роль Глена рассматривалась кандидатура Марка Паттона — последний сыграет Джесси Уолша в сиквеле «Месть Фредди». Паттон отметил, что был близок к получению роли — на тот момент рассматривались лишь две кандидатуры: его и Деппа. В связи с кастингом фильма долго время упоминались имена таких актёров, как Джона Кьюсака, Кифера Сазерленда, Николаса Кейджа и Си Томаса Хауэлла, однако Бенсон не может вспомнить наверняка, были ли они среди тех, кто проходил пробы. Возможно, Кейдж был как-то связан с проектом, но именно его агент представил Джонни Деппа Бенсон, и Депп в итоге пришёл на прослушивание.

### Другие персонажи
Роль Рода Лейна сыграл актёр Хсу Гарсия, взявшего себе псевдоним «Ник Корри».
В сцене в медицинской клинике, где волосы Нэнси седеют, появляется медсестра — её сыграла вторая жена Крэйвена, Мими. Будущая звезда франшизы «Астрал», актриса и сестра продюсера Роберт Шэя, Лин Шэй сыграла учительницу литературы, которая обсуждает с классом творчество Уильяма Шекспира. Самого Роберта Шея (позднее появившийся в эпизодах практически во всех фильмах серии «Кошмар на улице Вязов») можно услышать в фильме дважды — он читает новости об убийстве «15-летней Кристины Грей», а также сообщает слушателям радио «KRGR» («Крюгер» без гласных букв), что станция прекращает вещание — прямо перед сценой убийства Глена. Дон Ханна, брат актрисы Дэрил Ханна, читает Шекспира в классе прямо перед тем, как Нэнси заснула на уроке. Актёр Чарльз Фляйшер, снявшийся в нескольких проектах режиссёра Роберта Земекиса, сыграл доктора Кинга из института расстройств сна. Каскадёр и дублёр Лесли Хоффман сыграла школьницу, с которой Нэнси сталкивается в коридоре.

## Съёмки
Основные съёмки стартовали 11 июня 1984 года и продлились 32 дня в окрестностях Лос-Анджелеса. Во время съёмок фильма Крэйвен жил в квартире Вима Вендерса — бывшего мужа Рони Блэкли. Крэйвен помогал режиссёру Шону Каннингему при съёмках фильма «Пятница, 13-е», а Каннингем снял несколько эпизодов «Кошмара» со сновидениями Нэнси. В сцене пощёчины, актриса Рони Блэйкли (она сыграла Мардж Томпсон, мать Нэнси) в одном из дублей случайно ударила по лицу Хезер Лэнгенкэмп — они были дружны на съёмках, и даже ходили вместе по магазинам, изображая мать и дочь.

### Локации
Экстерьеры домов Нэнси и Глена снимали на улице под названием Genesee Avenue. В качестве фасада дома № 1428 на улице Вязов (в котором жили некоторые герои, а позже по сюжету он был заброшен) во всех фильмах была использована реальная резиденция в Западном Голливуде; дом с тем же номером № 1428 по North Genesee Avenue был построен в 1919 году. Дом Глена Ланца — как и в фильме — на самом деле расположен на той же улице напротив особняка Нэнси, настоящий номер — 1419.
Фасадом дома Тины стал особняк № 620 на улице Milwood Avenue — задний дворик, на котором происходит погоня Крюгера за Тиной, действительно находится с противоположной стороны дома; внутренние сцены, в частности комнату Тины, снимали в специально построенных декорациях. Знаменитый особняк в реальности имеет тот же номер, что и киношный — № 1428 (интерьер Томпсонов также снимали в этом доме). В октябре 2021 года он был выставлен на продажу за $3,5 млн.
Для съёмок старшей школы Спринвуда использовали несколько локаций: фасад «Старшей школы Джона Маршалла» в районе Силвер-Лейк (там также снимали картины «Бриолин» и «Милашка в розовом») ; съёмки в коридорах и классных комнатах проводили в помещениях «Средней школы Джона Берроуза» — кабинет тогдашнего директора использовали в качестве офиса лейтенанта Томпсона в полицейском участке. Забавно, что сцена, в которой Нэнси идёт по школьному коридору в поисках Тины, снята не так, как выглядят на самом деле коридоры школы, где проходили съёмки: Нэнси выходит из кабинета английского (№ 104) и медленно идёт по коридору, постепенно ускоряясь. В следующем кадре она выбегает из-за угла и сталкивается с дежурной по школе. Если рассматривать коридор, то именно по прямой линии позади актёров находится тот самый кабинет, из которого вышла Нэнси. Таким образом, по сюжету героиня двигалась буквой «П»: с урока английского к лестнице, ведущей в подвал, хотя на самом деле съёмки проходили в одном длинном прямом коридоре, а подвальная лестница снималась в противоположном конце коридора.
Офис секретаря «Средней школы Джона Берроуза», расположенный перед кабинетом директора школы, использовали для съёмок вестибюля полицейского участка, где Нэнси разговаривает со своим отцом — лейтенантом Томпсоном. Экстерьер полицейского участка снимали с одной из лос-анджелесских библиотек — Cahuenga Branch на бульваре Санта-Моника в Восточном Голливуде. Тюремную камеру снимали в декорациях. Мостик, на котором Глен и Нэнси обсуждают технику сна, снимали на пляже Venice Beach в Лос-Анджелесе. В качестве клиники по изучению расстройств сна выступил «Еврейский университет Америки» по адресу: 15600, Малхолланд-Драйв. Сцены в котельной, а также коридор из кошмара Тины в начале фильма снимали в заброшенной тюрьме Lincoln Heights (она была закрыта в 1965 году). Знаменитое кладбище Эвергрин и одноимённый парк превратились в фильмах серии в городское кладбище Спринвуда.

### Спецэффекты и грим
На съёмках картины было использовано около 500 галлонов фальшивой крови. В сцене создания перчатки в начале фильма роль Фредди сыграл мастер по спецэффектам Чарльз Белардинелли — он единственный знал, как правильно работать с инструментами и безопасно закрепить лезвия. В среднем на нанесение грима Фредди на актёра Роберта Инглунда уходило по три с половиной часа ежедневно. Изначально, грим должен был быть более детальным — через прожжённую кожу на лице видны были зубы, гной сочился из воспалённых ран, на отдельных участках головы был виден мозг. Художник по гриму Дэвид Б. Миллер убедил авторов, что такой грим будет сложно воплотить на актёре, а использование кукол — как это было сделано в одной из сцен, в кошмаре Тины — будет выглядеть неправдоподобно — и от этих идей отказались. Миллер создавал грим на основе фото ожогов, полученных из медицинского центра Калифорнийского университета.
Когда Фредди появляется в стене над спящей Нэнси, была использована поверхность из спандекса, а Фредди сыграл Джим Дойл. В сцене в аллее за домом Тины удлинённые руки Фредди были прикреплены к костюму Роберта Инглунда — их растягивали при помощи рыболовной лески. Для съёмок смерти Тины, в которой тело девушки летает по комнате и движется по стенам и потолку, построили специальную вращающуюся декорацию — когда комната вращалась, актриса переползала на следующую стену. Вдохновением для съёмок послужил фильм 1951 года «Королевская свадьба» («Royal Wedding») — первый фильм в истории кино, снятый с использованием вращающихся декораций. Камера была закреплена на одной стене и следовала за актрисой по мере её движения вместе с комнатой. Оператор был привязан к креслу (взятому из автомобиля Datsun B-210), что позволяло ему управлять камерой во время вращения декорации. Когда Тина тянется с потолка к Роду, сидящему на полу, на самом деле актёр Хсу Гарсия висел вверх ногами, а его волосы были специально уложены, чтобы они не свисали. Эффект перевёрнутой комнаты был настолько потрясающим, что у актрисы Аманды Уайсс, сыгравшей Тину, практически сразу же начались сильные приступы головокружения.
Чтобы снять, как Фредди проходит сквозь решётки, использовался принцип триангуляции — создатели знали параметры «тюремной камеры» и чётко выверили угол съёмки. Затем они повторили съёмку с актёром, проходившим сквозь открытую дверь, а затем эти два кадра свели вместе. Хсу Гарсия вспомнил, что съёмки сцены дались ему тяжело — тогда он оказался без дома, был в депрессии и употреблял наркотики прямо на съёмочной площадке, в перерывах между дублями. В 2014 году он рассказал, что «был под кайфом» во время съёмок этой сцены, а Лэнгенкэмп тогда отметила его отсутствующий взгляд и невозможность сфокусироваться. «Тогда я подумала, что это его лучшая актёрская игра», — вспоминает Лэнгенкэмп.
Кровавый фонтан из кровати Глена снимали в той же вращающейся декорации, что и смерть Тины. Во время съёмок смерти Глена было использовано около 500 галлонов — или 2273 литров — заменителя крови. А вот гибель Тины вызвала у группы куда больше трудностей — снять сцену необходимо было с одного раза. Декорации перевернули вверх ногами так, что кровать оказалась на потолке. Затем включили сильный насос, с помощью которого окрашенная вода не просто выливалась, а била под напором — как и показано в фильме. Однако в конце концов воды оказалось так много, что съёмочная группа, сохранявшая равновесие декорации, не смогла более удерживать её, как надо: в итоге часть воды вылилась через окно на членов съёмочной группы — включая Хезер Лэнгенкэмп и Уэса Крэйвена. Вода намочила провода, и человека, управляющего насосом, ударило током.
Сцена с Нэнси в ванной отсутствовала в сценарии — её придумал мастер по спецэффектам Джим Дойл. Ванна была установлена над резервуаром — актриса Хезер Лэнгенкэмп провела в ней 12 часов; как и Дойл — дублёр Фредди, а точнее, его правой руки. В сцене, когда Нэнси затягивает на глубину и зрители видят обнажённую девушку, героиню сыграла девушка-каскадёр Кристина Джонсон.
Когда Нэнси убегает от Фредди, Хезер Лэнгенкэмп поранила ногу — это заметно, когда она вбегает в дом, прихрамывая. Затем героиня поднимается по лестнице, но увязает в ступеньках, заполненных какой-то жижей — это была идея Боба Шея, вспомнившего свой кошмар. Никто точно не знает, что же было использовано для создания такого эффекта. Актриса говорит, что «это был грибной суп или что-то вроде того», Крейвен — «овсяная каша», а оператор Жак Хайткин утверждает, что в этой сцене использовали жидкое тесто.

## Музыка
Музыку к фильму написал композитор Чарльз Бернштайн (англ. Charles Bernstein). Впервые альбом с инструментальными композициями выпустил лейбл Varèse Sarabande в 1984 году. В 2015 году издатель перевыпустил альбом в составе бокс-сета из 8-ми дисков с музыкой ко всем частям франшизы за исключением ремейка и снова в 2016 году на 12-ти дисковом издании Little Box Of Horror с музыкой из других фильмов ужасов. Лейбл Death Waltz Recording Company также выпустил коллекцию A Nightmare On Elm Street: Box Of Souls на виниле в 2017 году. В 2017 и 2019 годах в продажу поступили расширенные версии саундтрека с демозаписями и неоконченными версиями треков.
| №   | Название                      | Длительность |
| --- | ----------------------------- | ------------ |
| 1.  | «Prologue»                    | 0:33         |
| 2.  | «Main Title»                  | 3:32         |
| 3.  | «Laying The Traps»            | 2:05         |
| 4.  | «Dream Attack»                | 1:19         |
| 5.  | «Rod Hanged / Night Stalking» | 4:42         |
| 6.  | «Jail Cell»                   | 1:12         |
| 7.  | «Confrontation»               | 1:40         |
| 8.  | «Sleep Clinic»                | 2:25         |
| 9.  | «Terror In The Tub»           | 0:57         |
| 10. | «No Escape»                   | 2:15         |
| 11. | «School Horror / Stay Awake»  | 4:02         |
| 12. | «Lurking»                     | 1:02         |
| 13. | «Telephone Terror»            | 1:07         |
| 14. | «Fountain Of Blood»           | 1:03         |
| 15. | «Evil Freddy»                 | 0:49         |
| 16. | «Final Search»                | 3:57         |
| 17. | «Run Nancy»                   | 1:04         |

Текст считалочки — она звучит в каждой части серии — написал Уэс Крэйвен на основе детского стишка «One, Two, Buckle My Shoe». Она уже была включена в сценарий картины, когда Бернштайн приступил к написанию музыки. Мелодию для считалочки придумал музыкант Алан Паскуа — первый муж Хэзэр Лэнгенкэмп (брак длился с 1984 по 1987), а на тот момент — жених актрисы. Бернштайн интегрировал мелодию в большую часть музыки, которую создал для картины. Один из трёх детских голосов, записанных для считалочки, принадлежит 14-летней дочери Роберта Шэя.
Песню «Nightmare», звучащую в конце первого фильма исполнила неизвестная группа из Лос-Анджелеса под названием «213»; композицию написали и спродюсировали Мартин Кент, Стив Каршнер и Майкл Шёринг. Это одна из немногих песен во всей серии фильмов, которые так и не получили официальный релиз в каком-либо формате. Многих поклонников и обозревателей сайтов, посвящённых фильмам ужасов, до сих пор интригует тот факт, что в Интернете нет никакой информации о группе, её участниках или самой песне — неизвестно, написана ли она специально для фильма или была использована на определённых условиях. В Интернете можно найти версии, вырезанные из фильма.

## Удалённые сцены
Удалённые сцены к первому фильму впервые выпустила компания Elite Entertainment на лазерных дисках вместе с фильмом в 1996 году. Расширенные сцены и дополнительные кадры появились и на двух-кассетном VHS-издании картины от «Anchor Bqay» — также выпущенном в 1996. Самые примечательные расширенные и альтернативные сцены:

### Расширенные сцены и альтернативные кадры
- Глен, Тина и Нэнси слышат странный звук на заднем дворе. В этой версии присутствуют несколько вырезанных диалогов, а также мимика и интонации актёров немного отличаются от финальной версии.
- Во втором сне Тина, перед тем как за её спиной появляется Крюгер, поднимает с земли горсть червей.
- Два альтернативных варианта момента, когда Тина во втором сне первый раз видит Фредди: в первом варианте он привлекает её внимание, постучав перчаткой по мусорному баку, во втором, как и в итоговой версии, он зовёт её по имени, после чего проводит перчаткой по тому же баку. В первом варианте он говорит «Тебе не удастся сбежать от этого», во втором — «Тебе не удастся сбежать от Фредди».
- Более длинные и альтернативные кадры в сцене смерти Тины, где её тащат по потолку. Крюгер машет на прощание Тине сразу после того, как убивает девушку, и в комнату врываются Глен и Нэнси.
- Нэнси приходит навестить Рода в тюрьме — эта сцена немного отличается от той, что вошла в финальную версию, интонациями, мимикой и репликами актёров.
- Прямо перед смертью Рода Нэнси и Глен прибегают в полицейский участок, где у Нэнси и лейтенанта Томпсона вновь происходит напряжённый разговор.
- После похорон Рода у Мардж и Дональда на кладбище происходит разговор, где она говорит ему, что всё это очень напоминает события «той давности».
- Мардж рассказывает Нэнси всю правду о Крюгере в подвале их дома. Мардж говорит, что у Нэнси, Тины, Рода и Глена были старшие братья и/или сёстры, которых убил Крюгер[82].
- Гленн в окно наблюдает за домом Нэнси в ожидании, когда она выйдет на крыльцо. Не зная, что Нэнси не может выйти, потому что Мардж заперла дверь, он решает, что она заснула, тоже ложится на кровать и засыпает.
- Вместо сцены с фонтаном крови из кровати Глена само тело Глена появляется из дыры, в которую его засосало, а затем оно безжизненно падает на кровать. Вариант с фонтаном был задуман изначально, но к моменту, когда пришло время снимать сцену, она ещё не была технически продумана и поэтому был быстро снят альтернативный вариант с телом Глена.
- Дональд, увидев, что творится в комнате Глена, подходит к его отцу, чтобы успокоить его, но тот неожиданно говорит Дональду, что такое мог учинить только Крюгер. Косвенно эта сцена объясняла, почему в последующей сцене Дональд не пытался разубедить Нэнси, когда она по телефону сказала ему, что за всем этим стоит Крюгер.
- Более длинное падение Нэнси, когда она прыгает с балкона в котельной и оказывается на газоне перед своим домом. Были сняты кадры, где Хезер Лэнгенкэмп «парила» на фоне синего экрана. Все кадры были забракованы до того, как прошли пост-продакшн.
- Когда Фредди появляется из кровати Мардж, а Нэнси поворачивается к нему спиной, перед тем как выйти за дверь, Нэнси произносит ругательское «Отвали!» («fuck off!») вместо привычного «Ты — ничто!» («you are shit!»).
- Вращающуюся декорацию использовали ещё в одной сцене — каркас перевернули верх ногами, чтобы снять альтернативную версию для показа фильма на телевидении: из кровати вылетает скелет, который затем разбивается, от удара об «потолок» — информация о том, что такой эпизод действительно был снят упоминается в статье журнала «Fangoria» за декабрь 1984 года[83].

### Персонажи и места
В финальный монтаж не попало несколько персонажей, которые упоминаются в документальной книге Never Sleep Again: The Elm Street Legacy, где опубликовали тестовые полароидные снимки с гардеробом персонажей. В кошмаре перед своей гибелью Тина, спасаясь от Фредди, видит в окне одного из домов пожилую женщину — девочка просит её о помощи, но та лишь закрывает занавески. Второй персонаж — это коронер, который работает на месте гибели Глена в финале картины. Он показывает лейтенанту Томпсону найденное на месте преступления лезвие с перчатки Крюгера.
Для фильма была построена декорация, которая практически не была показана в финальной версии картины. В бойлерной у Крюгера была своя комната, где он жил и спал — она должна была показать маньяка как «хобо», изгоя. Вокруг висели голые куклы Барби и другие страшные вещи, указывающие на его фантазии и отклонения. Здесь же он смастерил перчатку и убивал своих жертв после похищения.

### Альтернативные финалы
В кинотеатральной версии фильма последовательность событий финала следующая: Нэнси садится в машину к друзьям, поднимается полосатая крыша автомобиля, Мардж видит детей, поющих считалочку, а затем в дверном окне появляется рука Крюгера, который затаскивает женщину в дом. На этом фильм заканчивается.
Альтернативные концовки, которые появились на первом DVD-издании картины 1999 года, частично были размещены в качестве бонусов на видео 1996 года. Первоначально Крэйвен хотел, чтобы фильм закончился хорошо — Нэнси осознаёт, что всё, произошедшее с ней, всего лишь сон. Однако глава New Line Cinema, Боб Шей, настоял на плохом конце. В итоге, помимо финала из прокатной версии, было снято ещё несколько версий финала. Эта версия позже появилась на двух-дисковом DVD-издании в серии Infinifilm. Позже — в 2010 — материалы перевыпустили на Blu-Ray.
- Нэнси садится в машину к друзьям, они уезжают, Мардж видит детей, поющих считалочку, а затем Крюгер затаскивает её в дом через окно[85].
- Нэнси садится в машину к друзьям, они уезжают, Мардж видит детей, поющих считалочку и фильм заканчивается[86].
- Нэнси садится в машину к друзьям, поднимается «полосатая» крыша, машина увозит ребят, Крюгер затаскивает Мардж в дом через окно, дети поют считалочку, Фредди за рулём машины[87].

## Релиз

### Продвижение
Постеры к первым пяти фильмам создал художник Мэттью Джозеф Пик (англ. Matthew Joseph Peak). «Кошмар на улице Вязов» стал первым профессиональным проектом Пика, недавно закончившего художественную школу — Пик прочитал сценарий, а также получил единственное указание «нарисовать девушку, лежащую в постели и засыпающую с мыслями о монстре». По словам Пика, это было его личное решение не изображать Фредди на постере, а героиня в общих чертах срисована с Хезер Лэнгенкэмп; с каждой частью поклонники видели всё больше Фредди, но он был единственным для художника известным персонажем — создавая рисунки, Пик практически ничего не знал ни о сюжете картин, ни о их героях, так как съёмки сиквелов проходили в секретности. Для британского проката первого, второго и четвёртого фильмов были нарисованы эксклюзивные постеры, их автор — дизайнер и художник Грэм Хамфрис (англ. Graham Humphreys).

### Цензура
«Американская киноассоциация» постановила создателям внести правки в монтаже, чтобы присвоить рейтинг «R» — для проката в США из фильма были вырезаны тринадцать секунд. В Великобритании — в прокат и на видео-носителях — фильмы выходил в полной версии. «Австралийская аттестационная комиссия» присвоила картине рейтинг «M», но на видео фильм вышел в 1985 с рейтингом «R». Полная версия не выходила в США вплоть до издания компании Elite Entertainment на лазерных дисках в 1996 году. Все DVD, Blu-ray и цифровые издания на данный момент содержат рейтинг «R», полной версии ещё предстоит издание, хотя шесть секунд были восстановлены для видео-носителей, и ещё две секунды для запланированных выпусков.

### Кассовые сборы
Картина вышла в ограниченный прокат США 9 ноября 1984 года на экранах 165 кинотеатров, в премьерные выходные фильм собрав $1 271 000 при бюджете $1,8 миллиона. Общие сборы в США и Канаде составили $25 504 513. Фильм также выходил в прокат в странах Европы, Канады и Австралии. Прокатом в США занималась студия New Line Cinema, в Великобритании — Palace Pictures. Мировые сборы картины составили $57 миллионов.

### Критика
У фильма 94 % одобрения на основе 52 обзоров на сайте Rotten Tomatoes, средний рейтинг картины — 7.73 из 10. «Умная задумка Уэса Крэйвена в сочетании с ужасающей внешностью Фредди Крюгера до сих пор не дают спокойно спать». На агрегаторе Metacritic зрительский рейтинга фильма — 8,7, также оценка 76 из 100 на основе 12 отзывов критиков — «от смешанных до средних».
Айен Конрих оценил то, как «фильм способен разорвать связь вымышленного и настоящего», а Джеймс Берардинелли отметил, что «фильм заигрывает с восприятием зрителей». Келли Балкели подчёркивает социальный подтекст фильма: «трудности взросления в Американском социуме».
В обзоре Ким Ньюман для Monthly Film Bulletin написала, что «фильм похож на адаптацию романа Стивена Кинга с его любовью к пригороду и вымышленным монстрам», а «Крэйвен выбрался из творческого кризиса (после фильмов „Болотная тварь“, „У холмов есть глаза 2“ и „Приглашение в Ад“), создав яркого Бугимена», а сам фильм «стал прекрасным примером триумфального воскрешения исчерпавшего себя жанра». Критике подверглось развитие персонажей: «Кажется, что 200 страниц сценария ужали до нескольких клише — вроде пьяницы Рони Блекли с её обновлённым взглядом на жизнь и демонстративным отбрасыванием в сторону полупустой бутылки». По мнению Ньюман, сцены кошмаров работают против себя — «поцелуй с телефоном и бездонная ванная выбивают почву из-под ног зрителей, как при просмотре фильмов Дэвида Кроненберга, рисуя злодея безжалостным и непоколебимым в своём желании убить — то, с чем прекрасно справляется Карпентер»
Пол Аттаназио из The Washington Post высоко оценил фильм: «Для низкобюджетного фильма, картина невероятно отшлифована. Умный сценарий, операторская работа Жака Хайткина — свежа и выразительна». Автор также отметил, что «в жанре, где существует столько ограничений при построении истории, работа Крэйвена вызывает восхищение… Это нечто среднее между эксплуатационным кино и классическим сюрреализмом», а "Фредди Крюгер — самый страшный персонаж в жанре с момента появления «Тени» в «Хэллоуине».
Журнал Variety назвал фильм «невероятно изобретательным», высоко оценив визуальные эффекты; однако «фильм не смог связать все сюжетные линии удовлетворительным финалом». В обзоре также говорится, что «самые ужасные сцены — между Нэнси и её матерью-алкоголичкой».

### Награды
Номинации на премию Academy Of Science Fiction, Fantasy & Horror Films в категориях:
- 1985: Лучший фильм ужасов
- 1985: Лучшие исполнение роли молодым актёром — Хсу Гарсия
- 2007: Лучшее DVD-издание классического фильма

Награды Avoriaz Fantastic Film Festival (1985):
- Награда критиков — Уэс Крэйвен
- Особое упоминание за исполнение роли — Хезер Лэнгенкэмп

### Признание
Четвёртый канал британского телевидения провёл опрос среди зрителей и составил рейтинг самых страшных фильмов в истории кинематографа. Эксперты подготовили список из ста претендентов, а зрители в течение нескольких недель голосовали за самую страшную сцену в кино. «Кошмар на улице Вязов» (1984) — первое появление Фредди Крюгера — вошёл в десятку лидеров. В 2010 году «Альянс независимого кино и телевидения» назвал «Кошмар на улице Вязов» одним из 30 примечательных независимых фильмов за последние 30 лет. Американский телеканал Bravo поставил эпизод из фильма на 17-м месте в списке «100 самых страшных сцены в кино» (2004) — пятичасовой ретроспективе, выходившей в ограниченный прокат кинотеатров Америки. В 2008 году журнал Empire поставил «Кошмар» на 162-е место в своём списке 500 величайших фильмов всех времён. Картина также попала в список 1000 величайших фильмов всех времён и народов по мнению The New York Times. Фредди Крюгер занял 40-е место в списке «100 лучших героев и злодеев по версии AFI». В декабре 2021 года издание Time Out поместило картины на 20-е место в списке лучших фильмов ужасов всех времён. Портал «Filmsite.org» включил картину в список лучших фильмов 1984 года. Портал Bloody Disgusting включил сцену смерти Тины в список «10 лучших практических эффектов в фильмах ужасов».
В 2021 году картина была признана национальным достоянием США, попав в Национальный реестр фильмов Библиотеки Конгресса.

## Продолжения
Продюсер Роберт Шэй изначально рассматривал возможность съёмок продолжения — именно по этой причине он настоял на том, чтобы счастливый финал Уэса Крэйвена был заменён на тот, что вошёл в прокатную версию. Руководство студии не сразу договорилось с актёром Робертом Инглундом о его возвращении в продолжении — группа даже начала съёмки c дублёром в роли Фредди, но вскоре создатели поняли, что Инглунд является важной частью образа. Первый сиквел — «Кошмар на улице Вязов 2: Месть Фредди» вышел в 1985 году — в нём появились новые персонажи, и, хотя с финансовой точки зрения фильм был успешен, отзывы зрителей и критиков были смешанными. Поэтому в третью часть — «Воины сна» — студия вернула персонажей Хезер Лэнгенкэмп и Джона Сэксона. В 1988 последовала четвёртая часть — «Повелитель сна», а ещё через год выходит «Дитя сна». В 1991 году авторы планировали завершить историю Крюгера фильмом «Фредди мёртв». Однако в 1994 году — через 10 лет после выпуска оригинала — к работе над франшизой вернулся Уэс Крэйвен, который снял «Новый кошмар» о том, как Зло сошло со страниц сценария, и стало преследовать съёмочную группу нового фильма о Крюгере — позже Крэйвен вновь воплотит эту идею на экране в картинах «Крик 2» и «Крик 3».
В 2003 году на экраны выходит долгожданный кроссовер с франшизой «Пятница, 13», где Фредди Крюгер вступает в схватку с Джейсоном Вурхизом — «Фредди против Джейсона». Фильм стал умеренно успешным в кассовом плане, получил смешанные отзывы критиков и зрителей. Упоминая съёмки этой картины, часто используется термин «производственный Ад» — проект находился в разработке больше 10 лет, в разное время для кроссовера в пару к Крюгеру рассматривались кандидатуры других персонажей жанра ужасов — Кожаное лицо («Техасская резня бензопилой»), Пинхед («Восставший из Ада») и Эш Уильямс («Зловещие мертвецы»).

## Нереализованные приквелы

### Приквел Джона Сэксона
В 1987 году актёр Джон Сэксон, сыгравший лейтенанта Дональда Томпсона в двух фильмах серии, а также вымышленную версию самого себя в «Новом кошмаре», представил свою 12-страничную концепцию фильма-приквела под названием «Как начался кошмар на улице Вязов» (англ. How The Nightmare On Elm Street All Began). Подробное описание опубликовал портал «Bloody Disgusting».
Действие неснятого фильма происходило в 1969 году. У пятилетней Нэнси Томпсон есть сводная сестра Бэтси, которая является частью коммуны хиппи. Дональд Томпсон возвращает сбежавшую 15-летнюю дочь домой и отправляет на приём к детскому психотерапевту по имени Фредерик Крюгер, работающему на улице Вязов. Отношения Бэтси и её мачехи Мардж — матери Нэнси — также не складываются. Параллельно, полицейский расследует убийство маленького мальчика, совершённое «режущим предметом, способным наносить несколько повреждений одновременно». Следующей жертвой убийцы становится Бэтси. Дональд уверен, что за преступлениями стоит Крюгер — он и ещё несколько родителей похищает мужчину, пытают его в надежде выбить признание, а затем сжигают его. Однако вскоре становится понятно, что Крюгер невиновен (эту идею позже обыграли в сюжете ремейка 2010 года), а за всем стоит некий «Чарли» — реально существовавший маньяк Чарльз Мэнсон. Таким образом, в фильме 1984 года разгневанный дух Крюгера мстит за свою мученическую смерть. Дональд допрашивает одну из девушек-хиппи, которая в итоге признаётся в убийстве, совершать которые ей помогала Бэтси Томпсон.
Во второй версии сюжета, датированной 6 июня 2006 года, Сэксон заменил имя Бэтси на Мелоди. Одной из главных идей проекта было то, что родители пренебрегали вниманием к своим детям — все погибшие были пациентами доктора Крюгера. Ещё одним важным сюжетным поворотом стала история с реинкарнацией Крюгера, душа которого вселилась в тело Дональда Томпсона. Кроме того, в этой версии персонаж «Чарли» заменён на некого «Джимми».

### «Первые убийства»
Роберт Инглунд рассказал, что одно время компания рассматривала возможность создания приквела с подзаголовком «Первые убийства» (англ. The First Kills), а режиссёром картины должен был стать Джон МакНотон. Однако проект отменили после слияния компании New Line Cinema с Turner Broadcasting System в 1994 году. В конце 1990-х МакНотон вернулся к идее — по сценарию Эр-Джея Царова, Фредди находился в Аду, и вспоминал события прошлого, но New Line Cinema приняла решение в пользу производства фильма «Никки, дьявол-младший» 2000 года выпуска.

## Другие медиа

### Новеллизации
Первую новелизацию сценария написал И. Л. Вуд для серии Tales Of Terror, которую выпускало издательство Crestwood House. Повесть на 48 страницах в твёрдой обложке вышла в мае 1991 года. В конце книги есть раздел о создании спецэффектов фильма. Существенных отличий от фильма — кроме смягчения лексики, жестоких и эротических сцен — нет.
Джеффри Купер написал адаптацию The Nightmares On Elm Street, Parts 1, 2 & 3: The Continuing Story сценария первых трёх фильмов для издательства St. Martins Mass Market Press, выпущенную в феврале 1987 года. Также в сборник вошёл рассказ Thew Life & Death Of Freddy Krueger, который перекликается с событиями фильма, о которых упоминает Мардж Томпсон в сцене в подвале. Несколько существенных для истории фактов упоминается в повести — события книги (и фильма) происходят спустя 10 лет после смерти Крюгера; больше света пролито на брак лейтенанта Томпсона и Мардж; наконец в книге говорится, что когда разъярённые родители нашли Крюгера в котельной — он был пьян и спал.
В сентябре 1992 года издательство Abdo & Daughters выпускает 6 книг за авторством Боба Италии для школьной аудитории, поэтому вырезаны все жестокие, непристойные сцены и ругательства. Книги издавались подарочным набором в твёрдой обложке и цветными фотографиями — кадрами из фильмов. В каждой книге — 64 страницы. В сюжет внесено несколько изменений:
- Группа детей играет рядом с парковкой у Старшей школы Спринвуда. Они поют песенку о Фредди Крюгере. Тина, Нэнси и Глен замечают это. Тина вспоминает о старой считалочке, которую они все пели в детстве. Но никто из них не знал, кто такой Фредди.
- Последними словами горящего на глазах у толпы Крюгера стали слова: «Я убью ваших детей!»
- В книге Крюгер умирает от выстрела пистолета, который произвела Мардж из оружия лейтенанта Томпсона.

В России также выходило несколько нелицензированных книг — пересказов фильмов — опубликованных в 1994 году. Версия от «Крим-Пресс» в серии «Чёрный скорпион» — перевод книг Боба Италии. Роман издательства Gvido из серии «Бестселлеры Голливуда» был написан российским автором Иваном Сербиным под псевдонимом Арч Стрэнтон по мотивам первого фильма. Адаптацию первых четырёх частей для издательства «Валев» в серии «TV Бестселлер» написаны также в России. Кроме того, в 2005 году в серии «Читать модно» от издательства «Амфора» официально выходил роман Стивена Хэндав «Фредди против Джейсона».

### Комиксы
К выпуску была запланирована мини-серия в 8-ми частях в формате 3D — изданием занималась компания Blackthorne Publishing, рисунки создал Энди Мэнгельс. Серию отменили в связи с банкротством издателя в 1990 году, но к тому времени часть концепт-арта уже была создана. «У Blackthorne были права на 3D-издание, я написал 3 выпуска, рисунки к первому уже были готовы, но они так и не увидели свет», рассказывает Мэнгельс. Через несколько лет Мэнгельс написал 3D адаптацию «Фредди мёртв: Последний кошмар» для Innovation Publishing.

### Ремейки и пародии
Болливудские фильмы Khooni Murda (1989) и Mahakaal (1994), а также индонезийский ужастик Batas Impian Ranjang Setan (англ. Satan's Bed) (1986) признаны вольными ремейками, заимствующими персонажей и сюжетные повороты оригинальной картины. В 2011 году вышла американская порнопародия под названием «Мокрые сны на улице Вязов» (англ. A Wet Dream On Elm Street).
В 2010 году вышел ремейк «Кошмар на улице Вязов» с Джеки Эрлом Хэйли в главной роли Фредди Крюгера. Продюсером картины выступил Майкл Бэй, поставил картину Сэмюэль Бейер по сценарию Уэсли Стрика и Эрика Хайссерера. Изначально планировалось, что ремейк перезапустит франшизу, однако кассовые сборы фильма не оправдали ожиданий и продолжения были отменены.
7 августа 2015 года СМИ сообщили, что студия New Line Cinema работает над вторым ремейком фильма, сценарий которого напишет автор «Дитя тьмы» Дэвид Лесли Джонсон. Инглунд высказал интерес к проекту, желая вернуться в фильм в эпизодической роли. Позже Лесли Джонсон отметил, что работа затянулась из-за успеха Вселенной «Заклятия», на которой сконцентрировано внимание студии: «Пока нет ничего конкретного… Но все снова хотят увидеть Фредди, думаю, это лишь вопрос времени».

### Сопутствующая продукция
Несколько компаний выпустили по лицензионному договору с New Line Cinema игрушки, журналы и другую продукцию по фильму:
- 1987: Один из разделов альбома для наклеек A Nightmare On Elm Street: Sticker Album, выпущенного издательством Comic Images, посвящён фильму — пересказ событий написал Марк МакНэбб (англ. Mark H. McNabb), иллюстрации создал Джозеф Бут (англ. Joseph C. Booth)[137].
- 2008: Диорама «Нэнси Томпсон» в ванной в серии Cinema Of Fear. Series 2 от Mezco[138].
- 2008: Диорама «Нэнси Томпсон» в постели в серии Cinema Of Fear. Screen Grabs от Mezco[139].
- 3D-постер фильма с Нэнси в постели и перчаткой Фредди над её головой в серии Pop Culture Masterworks от McFarlane[140].
- Различные фигурки Фредди Крюгера от компаний NECA, Sideshow, McFarlane Toys и др.
- 2021: компания Vans представила новую коллекцию «Horror», которая включала в том числе кеды, выполненные в стиле красно-зелёного свитера Фредди Крюгера. Также на модель Sk8-Hi были нанесены красные пятна, имитирующие капли крови[141].

### Отсылки
- В одной из сцен Нэнси смотрит фильм «Зловещие мертвецы» — это своеобразный ответ режиссёру Сэму Рэйми — в «Мертвецах» он поместил постер фильма «У холмов есть глаза» Крэйвена в сцене в подвале[15].

### Упоминания
- В первом сезоне сериала «Леденящие душу приключения Сабрины» есть несколько отсылок к фильму — в третьем эпизоде Сабрина сидит в классе и видит в двери девушку в крови, а затем выходит за ней в коридоры школы; в третьей серии персонаж Росса Линча носит майку с открытым животом и числом «10», как у Джонни Деппа в финале картины[142].